# فيليب أتويل
فيليب أتويل (بالإنجليزية: Philip Atwell)‏ هو مخرج أمريكي، ولد في 1974 في فيلادلفيا في الولايات المتحدة.

## وصلات خارجية
- فيليب أتويل على موقع IMDb (الإنجليزية)
- فيليب أتويل على موقع روتن توميتوز (الإنجليزية)
- فيليب أتويل على موقع ألو سيني (الفرنسية)
- فيليب أتويل على موقع ألو سيني (الفرنسية)
- فيليب أتويل على موقع ميوزك برينز (الإنجليزية)
- فيليب أتويل على موقع أول موفي (الإنجليزية)
- فيليب أتويل على موقع قاعدة بيانات الأفلام السويدية (السويدية)
- فيليب أتويل على موقع ديسكوغز (الإنجليزية)
- فيليب أتويل على موقع قاعدة بيانات الفيلم (الإنجليزية)
- فيليب أتويل على موقع كينوبويسك (الروسية)